# Tumbes
Tumbes es una ciudad peruana, capital del distrito, de la provincia y del departamento homónimos, situada en el extremo Noroeste del país. Se halla cerca de la desembocadura del río Tumbes en el golfo de Guayaquil (océano Pacífico), a 30 km de la frontera con  Ecuador. Tiene una población estimada de 115 300 hab. al 2022.

## Toponimia
No existe una versión definitiva respecto al origen del nombre Tumbes. Sin embargo, algunas fuentes informativas señalan que derivaría del nombre con que se designaban los pobladores que fueron encontrados en esta zona por los primeros conquistadores españoles que llegaron en el siglo XVI. Estos pobladores fueron llamados Tumpis. Otros posibles orígenes del nombre serían las palabras tumbo, referido a una especie de pasiflora que abundaba en la zona en el siglo XVI, o en la memoria de un legendario cacique de nombre Tumba, cuyo padre Quitumbe estableció las primeras poblaciones. Finalmente, otra palabra sería Tumpi o Tumbi que sería el nombre con que se conocía al bastón o cayado que utilizaban los antiguos gobernantes de la región.
Los incas al ver a los antiguos tumbesinos utilizar el tumi para el corte y grabado de las conchas marinas los llamaron de esta manera que luego derivó a tumpi.
Sin embargo, la versión más fundamentada es la primera, que señala que el nombre de la ciudad derivaría del nombre de los antiguos pobladores de la zona.

## Geografía
Tumbes se encuentra en una zona completamente tropical. Ubicada en la orilla norte del río Tumbes, este le sirve de límite natural ya que la ciudad no se extiende en absoluto a la orilla sur del río. Rodeada de vasta vegetación. Se encuentra a 1.256 km al norte desde Lima.
Sin embargo las temperaturas se encuentran fuertemente influenciadas seis meses por la Corriente de Humboldt desde comienzos del mes de junio hasta finales del mes de noviembre, la cual le produce baja precipitación fluvial y temperaturas moderadamente cálidas en el día y frescas por la noche.

## Hidrografía
Tumbes se encuentra en una zona completamente tropical. Ubicada en la orilla norte del río Tumbes, este le sirve de límite natural ya que la ciudad no se extiende en absoluto a la orilla sur del río. Rodeada de vasta vegetación. Se encuentra a 1256 km al norte desde Lima.
Los ríos Tumbes y Zarumilla forman el sistema hidrográfico de Tumbes.
Pese a su geografía desértica en más del 70 % de su territorio, los ríos Tumbes y Zarumilla de apreciable caudal confieren a las tierras tumbesinas cierto verdor pese a que se encuentran en zona desértica y semidesértica.

### Río Tumbes
Nace en las cordilleras de Zaruma (Ecuador), por las afluencias de los ríos Amarillo y Calera; su ingreso al Perú lo hace a una longitud de aproximadamente 130 km; los ecuatorianos lo llaman río Puyango. Desde el límite internacional hasta su desembocadura en el océano Pacífico, mide 80 km; aquí recibe el nombre de río Tumbes. Es uno de los mayores de la costa peruana, de régimen regular (nunca se seca) y es el único navegable de la costa peruana. Se distinguen 4 secciones:
a.- Sección Intermontañosa: desde su curso superior, en su lugar de origen, hasta el pongo de Zapallal.
b.- Sección de Pongos y Cañones: abarca desde el pongo de Zapallal hasta salto El Tigre, formando cañones y cascadas.
c.- Sección de la llanura: comprende desde el salto El Tigre hasta la ciudad de Tumbes.
d.- Sección Delta: va desde la ciudad de Tumbes hasta su desembocadura en el océano Pacífico. Es cruzado por canales conocidos como esteros cubiertos de mangle.

### Río Zarumilla
Es el más septentrional de la costa peruana. Tiene su origen en el Ecuador, en las quebradas Loja y Cotrina. Su longitud es de aproximadamente 65 km. Es de régimen irregular, llevando agua solo en época de lluvias.

## Clima
Debido a su situación geográfica tropical  y de desierto influenciado durante seis meses por la Corriente de Humboldt tiene un clima cálido durante seis meses y ligeramente fresco de junio a noviembre, recibiendo 650 mm de precipitación promedio anual, aunque debido al calentamiento global cada vez la cantidad de lluvia que cae en Tumbes es mayor especialmente concentrándose en los meses de verano, semejante a los climas monzónicos debido a que posee una estación seca en el invierno austral y con lluvias en el verano austral, siendo su temperatura promedio anual de 25,3 °C.
El verano es de diciembre a abril en donde temperatura máxima alcanza los 35 °C y de noches calurosas con temperaturas entre 24 °C y 26 °C y la mínima invernal (de junio a septiembre) es de 20 °C. La mayor parte del año la temperatura oscila entre los 27 °C (día) y 21 °C (noche). Sin embargo cuando ocurre el Fenómeno del Niño, esta región alcanza un clima tropical con temperaturas máximas que llegan a los 40 °C en el interior del Departamento y además abundantes y copiosas lluvias.
| Parámetros climáticos promedio de Tumbes                                                       | Parámetros climáticos promedio de Tumbes | Parámetros climáticos promedio de Tumbes | Parámetros climáticos promedio de Tumbes | Parámetros climáticos promedio de Tumbes | Parámetros climáticos promedio de Tumbes | Parámetros climáticos promedio de Tumbes | Parámetros climáticos promedio de Tumbes | Parámetros climáticos promedio de Tumbes | Parámetros climáticos promedio de Tumbes | Parámetros climáticos promedio de Tumbes | Parámetros climáticos promedio de Tumbes | Parámetros climáticos promedio de Tumbes | Parámetros climáticos promedio de Tumbes |
| Mes                                                                                            | Ene.                                     | Feb.                                     | Mar.                                     | Abr.                                     | May.                                     | Jun.                                     | Jul.                                     | Ago.                                     | Sep.                                     | Oct.                                     | Nov.                                     | Dic.                                     | Anual                                    |
| ---------------------------------------------------------------------------------------------- | ---------------------------------------- | ---------------------------------------- | ---------------------------------------- | ---------------------------------------- | ---------------------------------------- | ---------------------------------------- | ---------------------------------------- | ---------------------------------------- | ---------------------------------------- | ---------------------------------------- | ---------------------------------------- | ---------------------------------------- | ---------------------------------------- |
| Temp. máx. abs. (°C)                                                                           | 36                                       | 36                                       | 36.5                                     | 37.2                                     | 34                                       | 34                                       | 33                                       | 32                                       | 33                                       | 34                                       | 35                                       | 35                                       | 37.2                                     |
| Temp. máx. media (°C)                                                                          | 31.1                                     | 32.6                                     | 32.7                                     | 31.4                                     | 30.4                                     | 28.8                                     | 27.8                                     | 27.2                                     | 27.5                                     | 28.2                                     | 28.9                                     | 30.1                                     | 29.7                                     |
| Temp. media (°C)                                                                               | 27.35                                    | 28.3                                     | 28.4                                     | 27.6                                     | 26.7                                     | 25.3                                     | 24.4                                     | 23.8                                     | 24.1                                     | 24.8                                     | 25.3                                     | 26.5                                     | 26                                       |
| Temp. mín. media (°C)                                                                          | 23.6                                     | 24                                       | 24                                       | 23.8                                     | 23.1                                     | 21.8                                     | 20.9                                     | 20.5                                     | 20.8                                     | 21.3                                     | 21.7                                     | 22.8                                     | 22.4                                     |
| Temp. mín. abs. (°C)                                                                           | 16                                       | 17                                       | 15                                       | 15                                       | 15                                       | 15                                       | 15                                       | 12                                       | 13                                       | 15                                       | 15                                       | 16                                       | 15                                       |
| Precipitación total (mm)                                                                       | 77                                       | 155.4                                    | 168                                      | 107                                      | 47.8                                     | 7                                        | 5.9                                      | 1                                        | 2                                        | 8                                        | 13                                       | 37                                       | 629.1                                    |
| Humedad relativa (%)                                                                           | 80                                       | 80                                       | 79                                       | 78                                       | 77                                       | 76                                       | 76                                       | 76                                       | 77                                       | 77                                       | 77                                       | 78                                       | 77.6                                     |
| Fuente: Senamhi (http://www.senamhi.gob.pe/include_mapas/_dat_esta_tipo.php?estaciones=000132) |                                          |                                          |                                          |                                          |                                          |                                          |                                          |                                          |                                          |                                          |                                          |                                          |                                          |

| Parámetros climáticos promedio de Tumbes(Periodo de Referencia: (Fenómeno del Niño: julio de 1982 - junio de 1983)) | Parámetros climáticos promedio de Tumbes(Periodo de Referencia: (Fenómeno del Niño: julio de 1982 - junio de 1983)) | Parámetros climáticos promedio de Tumbes(Periodo de Referencia: (Fenómeno del Niño: julio de 1982 - junio de 1983)) | Parámetros climáticos promedio de Tumbes(Periodo de Referencia: (Fenómeno del Niño: julio de 1982 - junio de 1983)) | Parámetros climáticos promedio de Tumbes(Periodo de Referencia: (Fenómeno del Niño: julio de 1982 - junio de 1983)) | Parámetros climáticos promedio de Tumbes(Periodo de Referencia: (Fenómeno del Niño: julio de 1982 - junio de 1983)) | Parámetros climáticos promedio de Tumbes(Periodo de Referencia: (Fenómeno del Niño: julio de 1982 - junio de 1983)) | Parámetros climáticos promedio de Tumbes(Periodo de Referencia: (Fenómeno del Niño: julio de 1982 - junio de 1983)) | Parámetros climáticos promedio de Tumbes(Periodo de Referencia: (Fenómeno del Niño: julio de 1982 - junio de 1983)) | Parámetros climáticos promedio de Tumbes(Periodo de Referencia: (Fenómeno del Niño: julio de 1982 - junio de 1983)) | Parámetros climáticos promedio de Tumbes(Periodo de Referencia: (Fenómeno del Niño: julio de 1982 - junio de 1983)) | Parámetros climáticos promedio de Tumbes(Periodo de Referencia: (Fenómeno del Niño: julio de 1982 - junio de 1983)) | Parámetros climáticos promedio de Tumbes(Periodo de Referencia: (Fenómeno del Niño: julio de 1982 - junio de 1983)) | Parámetros climáticos promedio de Tumbes(Periodo de Referencia: (Fenómeno del Niño: julio de 1982 - junio de 1983)) |
| Mes | Ene. | Feb. | Mar. | Abr. | May. | Jun. | Jul. | Ago. | Sep. | Oct. | Nov. | Dic. | Anual |
| --- | --- | --- | --- | --- | --- | --- | --- | --- | --- | --- | --- | --- | --- |
| Temp. máx. media (°C)                                                                                               | 31.1 | 32.6 | 32.7 | 31.4 | 30.4 | 28.8 | 27.8 | 27.2 | 27.5 | 28.2 | 28.9 | 30.1 | 29.7 |
| Temp. media (°C) | 27.35 | 28.3 | 28.4 | 27.6 | 26.7 | 25.3 | 24.4 | 23.8 | 24.1 | 24.8 | 25.3 | 26.5 | 26 |
| Temp. mín. media (°C)                                                                                               | 23.6 | 24 | 24 | 23.8 | 23.1 | 21.8 | 20.9 | 20.5 | 20.8 | 21.3 | 21.7 | 22.8 | 22.4 |
| Precipitación total (mm)                                                                                            | 353.9 | 557.1 | 514.2 | 530.0 | 1242.8 | 550.3 | 0.0 | 0.0 | 0.2 | 0.0 | 0.0 | 45.9 | 3794.4 |
| Días de precipitaciones (≥ )                                                                                        | 20 | 26 | 23 | 24 | 27 | 26 | 0 | 0 | 0 | 0 | 0 | 6 | 152 |
| Humedad relativa (%)                                                                                                | 80 | 80 | 79 | 78 | 77 | 76 | 76 | 76 | 77 | 77 | 77 | 78 | 77.6 |
| Fuente: Senamhi(http://www.senamhi.gob.pe/pdf/estudios/hidro_varPluvio_anualCuatri.pdf)                             | | | | | | | | | | | | | |

## Transportes y comunicaciones
A la ciudad de Tumbes se puede llegar por vía terrestre o por vía aérea. La ciudad se encuentra en la carretera Panamericana que la une con toda la costa peruana y con el Ecuador. Los 1256 km que la separan de la ciudad capital se cubren en un tiempo aproximado de 20 h mientras que, en 30 minutos, se llega a la localidad de Aguas Verdes donde está la frontera internacional con la república de Ecuador.
A 16 km al norte de la ciudad se encuentra el Aeropuerto Capitán FAP Pedro Canga Rodríguez que recibe vuelos diarios desde el Aeropuerto Internacional Jorge Chávez de la ciudad del Callao. El tiempo de vuelo es de 1 hora 45 minutos.
El transporte público de la ciudad, al igual que muchas otras ciudades del Perú, se desarrolla principalmente a través de los mototaxis. Sin embargo, existen microbuses que cubren las rutas interurbanas uniendo la ciudad con poblados cercanos, así como automóviles llamados "colectivos" que hacen la ruta Tumbes - Zarumilla - Aguas Verdes.
Con pequeñas cadenas montañosas, praderas, y bosques al oeste, la mayor parte de Tumbes está situada entre las Grandes Llanuras de Perú y las Tierras Altas, una región especialmente proclive a las condiciones meteorológicas adversas.

## Organización política
Tumbes alberga las sedes del gobierno regional bajo la dirección del gobernador regional, la municipalidad provincial y distrital, ambos gobernado por el alcalde. Asimismo, en el ámbito internacional, la ciudad es sede del Consulado General del Ecuador en Tumbes.

### Gobierno local

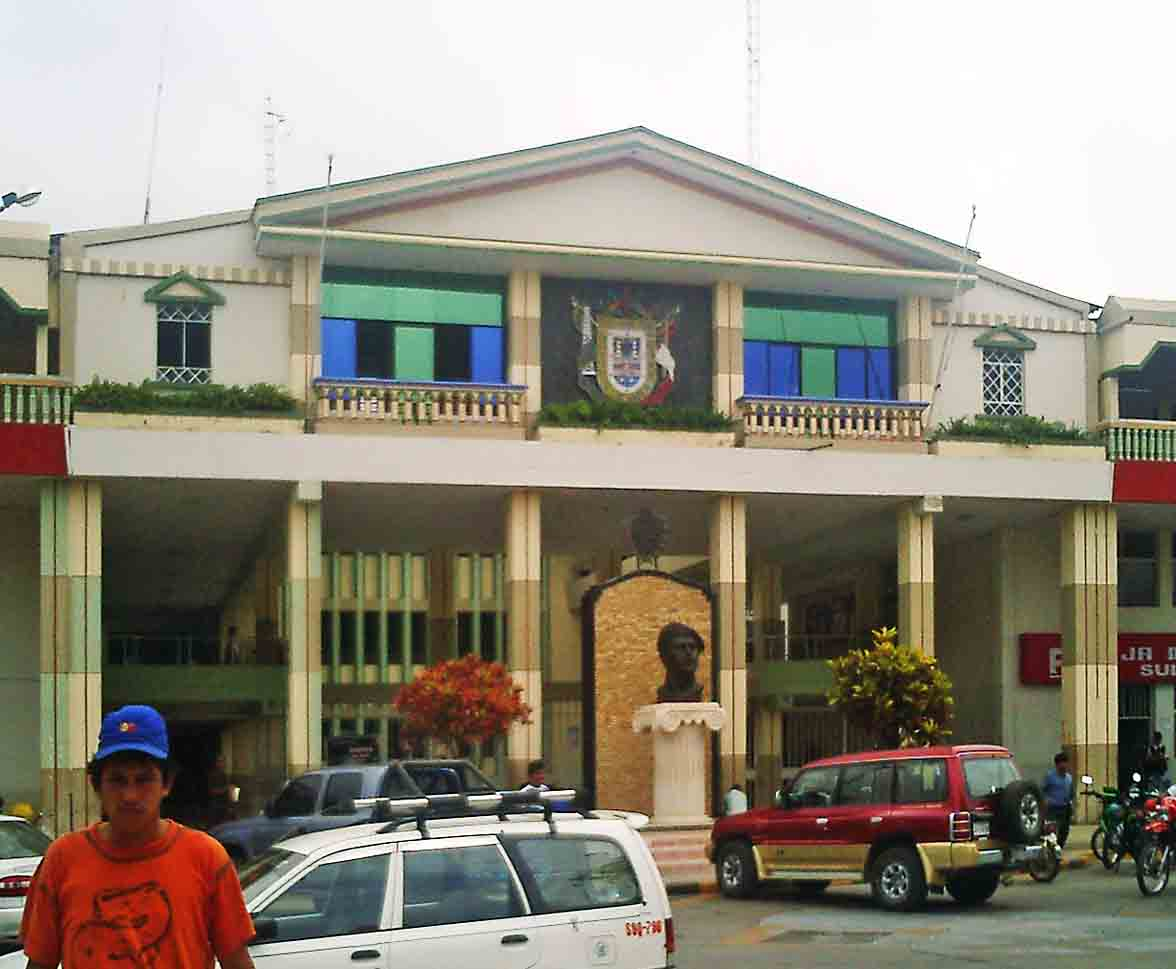
Edificio de la Municipalidad Provincial de Tumbes.

La ciudad de Tumbes, además de ser la capital del departamento de Tumbes, es capital del distrito de Tumbes y la provincia de Tumbes. Como tal se encuentra gobernada por la Municipalidad Provincial de Tumbes que tiene autoridad en todo el territorio de la provincia, actualmente su alcalde es Jimmy Silva Mena. No existe una autoridad restringida a la ciudad.

### Gobierno político
La ciudad, en su calidad de capital departamental, es sede del Gobierno Regional de Tumbes, así mismo, cuenta con un prefecto con atribuciones políticas y de seguridad interna en el ámbito departamental. Finalmente, es sede también de las diferentes Direcciones Regionales de los ministerios que conforman la Administración Pública.

### Función judicial
Tumbes es sede de la Corte Superior de Justicia de Tumbes, ente rector del Distrito Judicial de Tumbes. De acuerdo a la organización judicial del país, en el territorio de la ciudad de Tumbes funcionan dos juzgados de paz, cuatro juzgados especializados (dos civiles y dos penales) y dos salas superiores (una penal y una civil).

## Educación
La ciudad de Tumbes acoge varias instituciones educativas de todos los niveles de enseñanza (desde inicial hasta superior), contando incluso con una universidad, la Universidad Nacional de Tumbes.
La ciudad cuenta con 45 centros educativos de nivel inicial (29 públicas y 16 privadas), 44 de nivel primario (19 públicas y 25 privadas), 71 de nivel secundario (43 públicos y 28 privados) y 12 de nivel superior no universitario (8 públicos y 4 privados). en la provincia de contralmirante Villar.

## Deportes

### Fútbol
Al igual que el resto del país el fútbol es el deporte más practicado por los habitantes de la ciudad.
| Clubes de Fútbol    |                       |                  |                         |
| Equipo              | Fundación             | Estadio          | Liga                    |
| C.S. San Martín     | 19 de agosto de 1919  | Mariscal Cáceres | Copa Perú               |
| Sporting Pizarro    | 4 de abril de 1953    | Mariscal Cáceres | Copa Perú               |
| D.San José          | 13 de febrero de 1965 | Mariscal Cáceres | Liga Superior de Tumbes |
| Renovación Pacífico | 05 de mayo de 2005    | Mariscal Cáceres | Copa Perú               |

### Escenarios deportivos
Entre los escenarios con los que cuenta la ciudad para la práctica del fútbol podemos mencionar al Estadio Mariscal Cáceres, con capacidad para 12 000 espectadores.

## Patrimonio
La ciudad, al ser la capital departamental es el punto de partida a varios sitios de interés turístico. Sin embargo, dentro de la misma ciudad podemos citar:

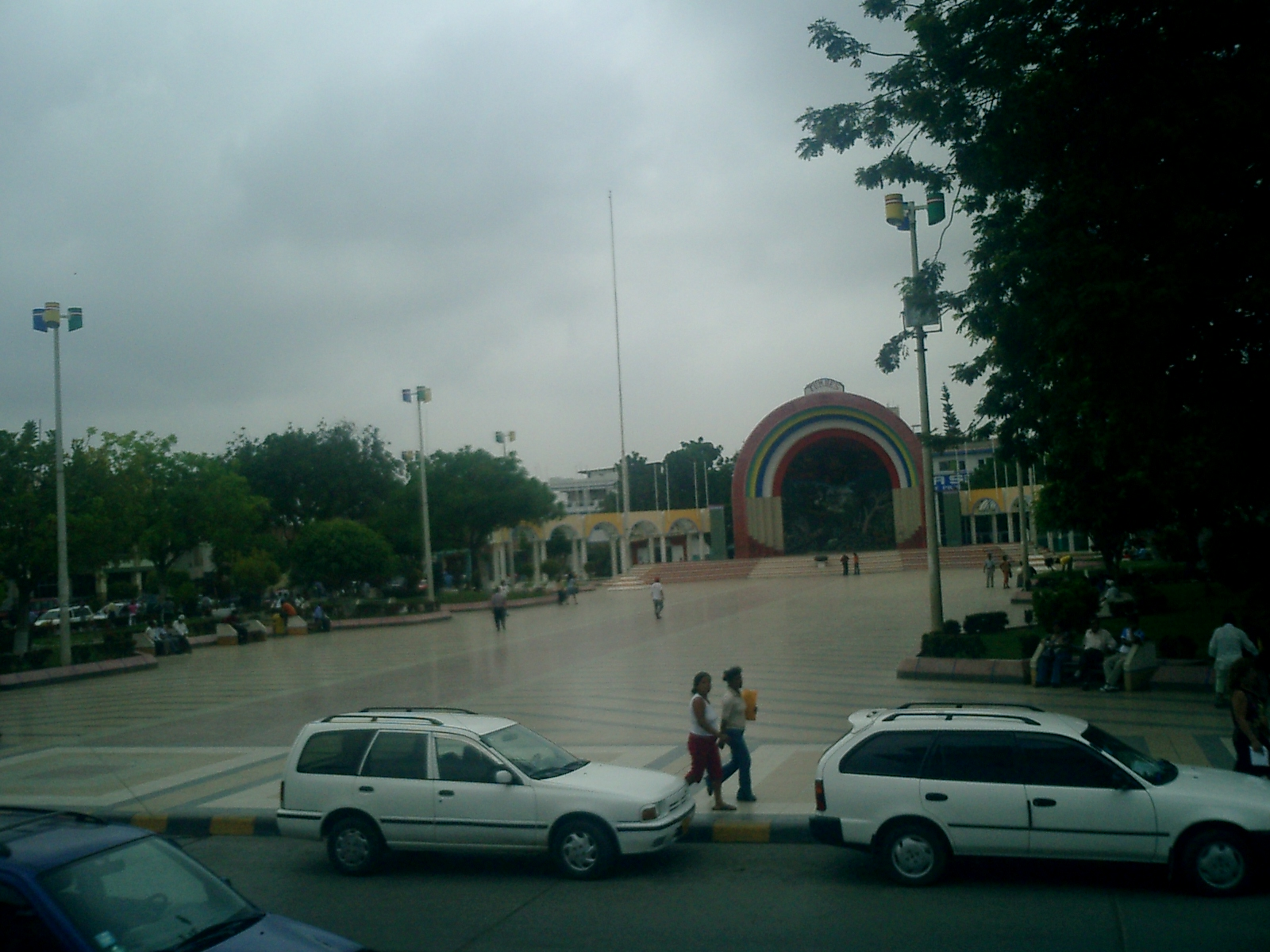
Plaza de Armas de Tumbes.

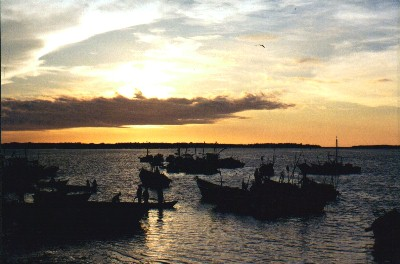
Puerto Pizarro.

- La Plaza de Armas, ubicada a 100 metros del Río Tumbes es de corte actual y adornado por esculturas del peruano Víctor Delfín donde se destaca la Concha Acústica con motivos históricos de la localidad. Alrededor de la plaza se encuentran la Catedral, el Palacio Municipal y la Biblioteca Municipal (antiguo cabildo de Tumbes). Asimismo tiene algunas casonas coloniales. Durante los días de fiesta y feriados sirve de punto de encuentro de la población.
- La Catedral de Tumbes, llamada también San Nicolás de Tolentino, construida en el siglo XVII por los religiosos de la orden agustinos. Fue restaurada en 1985.
- El Malecón Benavides, mirador ubicado en la orilla norte del río Tumbes se constituye en el límite sur de la ciudad.

En los alrededores se encuentran los siguientes puntos:
1. Santuario Nacional Los Manglares de Tumbes, bosque cuya vegetación crece y se desarrolla en una zona de tránsito entre el mar y la tierra y que abarca una pequeña área de la margen izquierda del río Tumbes y con mayor superficie en la margen derecha hasta la zona del Canal Internacional de Capones. Es una belleza natural, con laberintos, canales de marea o esteros, refugio y fuente alimenticia de numerosas especies de crustáceos, moluscos, peces y variada fauna.
2. Parque nacional Cerros de Amotape que hoy incluye la antigua Reserva Nacional de Tumbes, con su zona de Bosque Tropical, única en Perú, esta última zona descrita por A. Brack E. y D. López M.
3. Coto de caza El Angolo

Estos tres conforman la Reserva de Biosfera de Tumbes.
1. Zarumilla, escenario de la llamada guerra del 41. En sus pampas se libraron varias contiendas con el Ecuador.
2. Aguas Verdes, localidad fronteriza con el Ecuador, de gran actividad comercial y que se une mediante el Puente Internacional con la localidad ecuatoriana de Huaquillas.
3. Puerto Pizarro, balneario ubicado al norte de la ciudad.
4. Punta Sal, balneario ubicado a 84 km de la ciudad.
5. Fortaleza de Tumpis, ubicada a cinco kilómetros de la ciudad, es un monumento arqueológico.
6. La Cruz, lugar donde Francisco Pizarro inició la conquista del Perú y colocó la primera Cruz en la nueva tierra. En 1861 al ser elevado Piura a departamento, La Cruz de la Cristiandad fue llevada al Bautisterio de la Iglesia de la Merced en Piura para su conservación. En 1907, por orden del Presidente José Pardo, La Cruz de.la Cristiandad Fue llevada a Lima para su custodia y depositada en el Museo de Historia. El 18 de agosto de 1990, La Cruz de la Cristiandad retornó de manera definitiva al Distrito de la Cruz.
7. Zona arqueológica Cabeza de Vaca templo prehispánico de gran importancia en la antigüedad que está cada vez más valorado.